# 褐隆頭魚
褐隆頭魚，為輻鰭魚綱鱸形目隆頭魚亞目隆頭魚科的其中一種，分布於東大西洋區，包括葡萄牙、亞速群島、摩洛哥海域，包括地中海，棲息深度1-50公尺，體長可達45公分，棲息在沿海海草生長的礁石區，屬肉食性，以棘皮動物、甲殼類及軟體動物為食，生活習性不明，可做為食用魚及觀賞魚。

## 擴展閱讀
維基物種上的相關：褐隆頭魚